# Papyrus 85
Papyrus 85 (nummering van Gregory-Aland), of {\displaystyle {\mathfrak {P}}}85, is een oud handschrift in het Grieks op papyrus van het Nieuwe Testament. Op grond van schrifttype is het gedateerd als 4e/5e-eeuws. De tekst is Openbaring 9:19-10:2,5-9. Het wordt bewaard in de Universiteitsbibliotheek (P. Gr. 1028) in Straatsburg.

## Tekst
De Griekse tekst van deze codex is een vertegenwoordiger van de Alexandrijnse tekst. Aland plaatst het in Categorie II.